# Crematogaster elysii
Crematogaster elysii är en myrart som beskrevs av Mann 1919. Crematogaster elysii ingår i släktet Crematogaster och familjen myror. Inga underarter finns listade i Catalogue of Life.